# حمض الليغنوسيريك
حمض الليغنوسيريك هو حمض كربوكسيلي له الصيغة الكيميائية C24H48O2، والتي يمكن كتابتها على الشكل CH3(CH2)22COOH. ويكون على شكل صلب عديم اللون. ينتمي حمض الليغنوسيريك إلى الأحماض الدهنية المشبعة.

## الوفرة الطبيعية
يوجد حمض الليغنوسيريك طبيعياً في زيت الفول السوداني بنسبة تتراوح بين 1-2 %. كما يوجد أيضاً في قطران الخشب، بالإضافة إلى وجوده في زيت الصنوبر الراتنجي Tall oil، كما توجد استراته في شمع الخارنوبا.

## الخواص
يوجد المركب في الشروط القياسية على شكل صلب عديم اللون، غير قابل للانحلال عملياً في الماء؛ لكنه يذوب في ثنائي إيثيل الإيثر وفي البنزين.

## اقرأ أيضاً
- حمض دهني